# 一塩基多型

上のDNA分子と下のDNA分子は、単一塩基対位置の1つで異なる（C/T多型）

ある生物種集団のゲノム塩基配列中に一塩基が変異した多様性が見られ、その変異が集団内で1%以上の頻度で見られる時、これを一塩基多型（いちえんきたけい、Single Nucleotide Polymorphism、SNP）と呼ぶ。従って、対立遺伝子頻度がこれより低いときに使用するのは基本的に誤りで、そのような物は突然変異と呼ばれる（参照:多型、遺伝子多型）。ある一つの塩基が別の塩基に置換されて起きるため、一つのSNPには置換前と置換後の二種類の対立遺伝子しか見つからないことが多い。が、まれに3から4個の対立遺伝子があるSNPもある。複数形でSNPs（スニップスと発音）と呼ばれることもある。SNPの起源は中立進化説がいうように、種の分化後にランダムに発生したものだと考えられている。

## 概要
SNP は Single Nucleotide Polymorphism の略とされているが、実際にこの用語が使用される場面では1塩基に限らず、2塩基から十数塩基程度の短い置換、挿入、欠失を含むデータを指している場合も多い。また、1%以上の頻度のものを SNP と呼ぶというルールも目安であり、現在では1%を閾値とする場合が多いが、5%が目安とされる場合もある。無作為抽出のサンプル数が少ない場合には、サンプリングをやりなおすと前回は1%以上であった SNP が1%以下になってしまうということもあり、厳密に1%という定義に意味があるわけではなく、commonに観察されることが期待される短い変異、程度の意味で使われることが多い。
ヒトの染色体にはおよそ 30億の塩基対があるが、その配列は個人間（相同染色体間）で異なっている。その量は 1000塩基に 1つ程度である。SNP を DNAマーカーとして利用すると遺伝的背景を調べることができる他、原因遺伝子のわかっている遺伝病については、将来的な危険率も診断することができる。また、SNP を利用した連鎖解析や関連解析によって疾患関連遺伝子の特定が行えると期待されている。
検出法としては古くは制限酵素断片長多型法（RFLP 法）が用いられたが、操作が煩雑で長時間を要する上、SNP 部位近辺の塩基配列によっては解析不可能な場合が多いなど、臨床検査の現場で使用するには問題の多いことが指摘されてきた。そこで近年では、より簡便で汎用性のある手法として Invader法、TaqMan PCR 法、一塩基伸長法、Pyrosequencing 法、Exonuclease Cycling Assay 法など種々の方法が開発されている。
アルコールに対する強さなどの遺伝的な要因は、主にアルデヒドデヒドロゲナーゼ遺伝子 ALDH2 の SNP に依存することが知られている。臨床での応用が期待される遺伝子のSNPも近年多く見出されており、多くの薬剤代謝に関与する酵素チトクロームP450（CYP）のファミリーや抗結核薬イソニアジドの代謝に関与する N-acetyltransferase 2 (NAT-2)、経口抗凝固剤ワーファリンの効果の強さに大きく影響する CYP2C9 と VKORC1 などがそれである。これらの遺伝子にその酵素活性を低下させるような SNP があると、薬剤の血中濃度が長時間に渡って高く保たれた結果、効果が強く発現したり、有毒な中間代謝産物が蓄積されたりすることがある。また、薬剤がうまく働くことのできないような SNP があると、投薬量を増やすなどの処置が必要となる。そこで、投薬前にこのような遺伝子の SNP を検査し、その遺伝子の型から判断して適切な薬剤の投薬量を決定するなどして、副作用を回避し、効率的な治療効果を得ようとする医療、すなわち、遺伝情報による患者個々の体質に応じたより適切な医療は「テーラーメイド医療」、「オーダメイド医療」、あるいは「個別化医療」と呼ばれており、これによって患者が無用の副作用によって苦しむことが減り、また、無用な副作用への対処や不適切な投薬を減らすことによって医療費削減への効果も期待できる。このように、SNP を利用した診断の実用化と普及が大いに期待されている。

## 種類

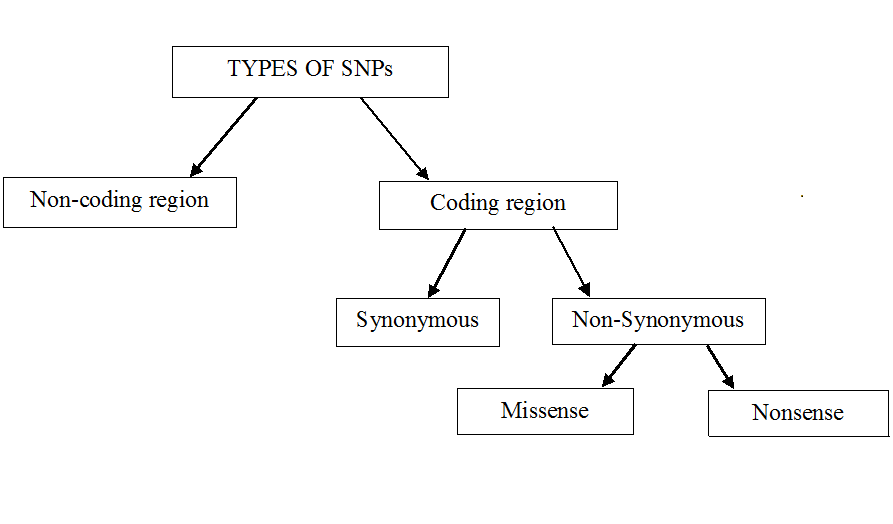
Types of single-nucleotide polymorphism (SNPs)

一塩基多型は、遺伝子のコーディング領域、遺伝子のノンコーディング領域、遺伝子間領域のいずれかに存在する。
コーディング領域内の SNP は、遺伝暗号が縮退しているため、生成されるタンパク質のアミノ酸配列を変えるとは限らない。
コーディング領域の SNP には、synonymous SNP と nonsynonymous SNP の2種類がある。
synonymous SNP はタンパク質の配列に影響を与えず、nonsynonymous SNP はタンパク質のアミノ酸配列を変化させる。

## データベース
遺伝子のデータベースと同様に、SNPについてもバイオインフォマティクスのデータベースが存在する。
- dbSNP – 米国国立生物工学情報センター（NCBI）の SNP データベースであり、2015年6月8日現在、ヒトの 149,735,377 個の SNP を掲載している
- Kaviar – dbSNP を含む複数のデータソースから SNP をまとめたもの
- SNPedia – 個人のゲノムアノテーション、解釈、分析を支援する wiki スタイルのデータベース
- OMIM database – 多型と疾患の関連性を記述したデータベース（例：テキスト形式で疾患をあげている）
- dbSAP - タンパク質の変異を検出するための一塩基多型データベース
- The Human Gene Mutation Database - ヒトの遺伝性疾患の原因または関連する遺伝子変異と機能的SNPを提供している
- The International HapMap Project – 各被験者に存在するハプロタイプのコレクションを決定できるように Tag SNP を同定している
- GWAS Central – 一つまたは複数のゲノムワイド関連研究の実際のサマリーレベルの関連データを視覚的に照会することができる